# Nesochrysa
Nesochrysa is een geslacht van insecten uit de familie van de gaasvliegen (Chrysopidae), die tot de orde netvleugeligen (Neuroptera) behoort.

## Soorten
- N. elisabethae (Navás, 1928)
- N. grandidieri Navás, 1910
- N. illota (Tjeder, 1966)
- N. macrostigma (Gerstäcker, 1894)
- N. marginata (Navás, 1912)
- N. marginicollis (Kimmins, 1957)
- N. rubeola (Tjeder, 1966)
- N. ruficeps (Tjeder, 1966)
- N. virgata (Tjeder, 1966)